# 白語
白語是白族的共同語，使用人口约130万（2000年），主要分布在中国云南省的大理州、怒江州、丽江市、昆明市和文山州。根据《白语简志》的分类体系，有三种方言：南部、中部、北部方言。白语方言的基本词汇一致度很高，但语音存在地区差异。差异大的地区之间初次通话比较困难。白语的基本语序类似汉语，即主谓宾结构。声调比较多，音节结构比较简单。主要靠助词和语序来实现语法手段。

## 白语研究历史

### 古代
现存文献资料中对白语的最早记载见于唐朝人樊绰写的《蛮书》，时间是公元864年。《蛮书》“蛮夷风俗第八”说：“言语音，白蛮最正，蒙舍蛮次之，诸部落不如也，但名物或与汉不同，及四声讹重。大事多不与面言，必使人往来达其词义，以此取定，谓之行诺，才勺反。大虫谓之波罗密（亦名草罗），犀谓之矣（读如咸），带谓之佉苴，饭谓之喻，盐谓之宾，鹿谓之识，牛谓之舍，川谓之赕，谷谓之浪，山谓之和，山顶谓之葱路，舞谓之伽傍。加，富也；阁，高也；诺，深也；苴，俊也。东爨谓城为弄，竹为翦，谓盐为眗，谓地为渘，谓请为数，谓酸为制，言语并与白蛮不同。”对比现代白语各方言，除了犀、鹿、牛、深难考以外，其余均能在现代白语中得到印证。
元朝人李京《云南志略》中亦有对若干白语词汇的记录。

### 近现代
法国学者拉克伯里是近现代第一个研究白语的人。他于1887年对白语首次进行了研究，认为白语是属于南亚语系孟高棉语族的语言，同时他也指出了白语的混杂性。英国人H.R.Davies继承了拉克伯里的观点，对白语做了进一步研究。他根据23个白语词与孟-高棉语言的相似性进一步肯定了白语属于孟-高棉语。闻宥在1940年批评了Davies的观点。他指出Davies的观点是建立在相当有限的100个词汇的比较基础上，因而是不可靠的。他对白语词汇的研究指出白语的最低层词汇是藏缅语性质的，所以主张白语属于藏缅语。在闻宥之后，关于白语的主要争论集中在白语离汉语近还是藏缅语近的问题上。白族学者赵式铭于1949年提出白语是一支从古汉语中分化出来的语言，他在其著作《白文考》中检验了500多个白语词，并一一指出了它们与古汉语的联系，并认为白语与汉语对不上的词汇是从周围藏缅语借入的缘故。Greenberg (1953)随后也表达了相同的观点，认为即便将能够辨别的借词剔除以后白语和汉语词汇之间的仍然能显示出谱系关联的关系。美国语言学家白保罗1982年拟构了原始汉语和原始白语的一些词前缀，并将白语和汉语划分到汉语族下。李方桂当年制定汉藏语系谱系的时候把白语归在藏缅语彝语支下，但到后期他开始发现这种归类是不妥的。
1950年代初白族语言学家徐琳和赵衍荪从形态角度对白语做了系统研究，他们根据白语有元音鬆緊對立現象、複元音少、缺少闭音节等语音形态和部分同源词的比较將其歸類入彝語支，并首次将白语划分为南、中、北三种方言。1994年俄罗斯语言学家斯塔罗斯金根据《白语简志》中的词汇表首次从严格的音韵对应角度对白语和汉语做了比较研究，他发现白语词汇中一部分词汇反映了上古汉语的一些面貌，比如保留了幽、宵韵的区别。他最后认为白语大约是在公元前2世纪左右从汉语中分离出来的语言，因此主张白语是汉语族下的语言的分类。語言學家鄭張尚芳发展和拓展了斯塔罗斯金的研究，建议建立漢白語族。然而斯塔罗斯金和郑张尚芳都没有严格区分白语中的汉语借词与同源词。美国藏缅语言学家詹姆斯·马提索夫对白语的系属问题则不断在变，最新的看法认为白语还是放在藏缅语裡比较安全。法国的沙加尔也认为白语应该属于藏缅语。
坚持汉语族的人认为白语同藏缅语不存在发生学的联系，证据之一是谱系语言学中常用的基本词汇比较法：“白－汉”共同的基本词汇远多於“白－藏缅”共同基本词汇，白语基本语序是SVO型，与汉语相同而与藏缅语SOV不同。坚持藏缅语族的人认为白语现在的面貌与历史有关。 白族很早就与汉文明接触。积极、大量的学习和引入汉文化。文化上的崇汉导致了汉语词对白语词深刻而持久的替换（这种过程今天仍然在进行，而且呈越演越烈之势），其结果是改变了白语的形态，使得谱系语言学比较发生了困难。
从现在看来，汉藏语系语言的分类其实没有得到很好的解决。传统的二分法，即汉语族和藏缅语族的观点正受到质疑，比如有很多人认为藏语与汉语的亲缘关系胜过与缅语的关系。如果说二分法被证明不成立，那么白语的传统系属问题“归汉语还是归藏缅语”将不复存在。
目前国际上比较常见的妥协方案是将白语置于藏缅语族，单立一个白语支（Baic）。

## 方言
根据《白语简志》，白语可以分为三种方言（使用人口按1982年人口资料估算）：
- 南部方言（大理方言）bfs，包括大理土语（48.51万人）、祥云土语（4.68万人），共53.19万人；
- 中部方言（剑川方言）bca，包括剑川土语（25.96万人）、鹤庆土语（16.41万人），共42.37万人；
- 北部方言（碧江方言）bfc，包括碧江土语（2.14万人）、兰坪土语（1.96万人），共4.1万人。

白语方言分类学的根据是以1957年白语工作队采集的47种白语方言语料为基础。分类标准是方言的声母韵母系统特征、部分语法和部分词汇的用词差异。
《白语简志》给出了划分白语方言的10个判断特征：
1. 舌尖后声母和小舌声母
2. 浊塞音和浊塞擦音
3. 声调数量
4. 原始白语*Br-的演变结果
5. 声母ny-的有无
6. 55调的演变
7. 鼻韵的有无
8. 卷舌韵母的有无
9. s- 和 ss-的对应关系
10. 第三人称的声母特征

今天看来这个分类体系有很多缺陷。首先，这是基于共时差异做的划分，而不是历时的不同:652。也对很多过渡地带具有混合特点的方言分类有困难。比如卷舌音，小舌音和浊塞音被认为是北部方言的特征，但是很多中部方言和南部方言的土语也有此类特征。汪锋基于历时差异的新白语分类体系比较好的解决了这个问题，新分类体系对白语方言划分为东、西两支。但是次级分类问题尚未得到很好的解决。

## 白语语音系统
下面介绍剑川县金华镇（剑川土语）和大理市喜洲镇（大理土语）的语音系统。

### 声母
|        |          | 唇音   | 齿龈音 | 卷舌音   | 腭化齿龈音 | 软腭音   |
| ------ | -------- | ------ | ------ | -------- | ---------- | -------- |
| 塞音   | 清不送气 | b /p/  | d /t/  |          |            | g /k/    |
| 塞音   | 清送气   | p /pʰ/ | t /tʰ/ |          |            | k /kʰ/   |
| 塞擦音 | 清不送气 |        | z /ʦ/  | zh /t͡ʂ/  | j /ʨ/      |          |
| 塞擦音 | 清送气   |        | c /ʦʰ/ | ch /t͡ʂʰ/ | q /ʨʰ/     |          |
| 擦音   | 清       | f /f/  | s /s/  | sh /ʂ/   | x /ɕ/      | h /x-h/  |
| 擦音   | 浊       | v /v/  | ss /z/ | r /ʐ/    | y /j/      | hh /ɣ-ɦ/ |
| 鼻音   | 浊       | m /m/  | n /n/  |          | ni /ȵ/     | ng /ŋ/   |
| 边音   | 浊       |        | l /l/  |          |            |          |

| 大理独有 | 碧江獨有 |

其中zh、ch、sh、r用来拼写现代汉语借词，剑川话和大理话实际并没有这些声母。sh有时用来拼写剑川、鹤庆部分土语中保留的s的对应送气擦音。
大理话的不送气清声母在松喉31调和松喉33调会发生浊化。

### 韵母
| 无韵头  | 无韵头  | i-        | i-        | u-       | u-        |
| 口韵    | 鼻韵    | 口韵      | 鼻韵      | 口韵     | 鼻韵      |
| i /ɿ/   |         |           |           |          |           |
| i /i/   | in /ĩ/  |           |           | ui /ui/  | uin /uĩ/  |
| ei /e/  | ein /ẽ/ | /ie/      |           | uei /ue/ |           |
| ai /ɛ/  | ain /ɛ̃/ | iai /iɛ/  | iain /iɛ̃/ | uai /uɛ/ | uain /uɛ̃/ |
| er /ɚ/  |         | ier /iɚ/  |           | uer /uɚ/ |           |
| a /ɑ/   | an /ɑ̃/  | ia /iɑ/   | ian /iɑ̃/  | ua /uɑ/  | uan /uɑ̃/  |
| o /o/   | on /õ/  | io /io/   | ion /iõ/  | uo /uo/  |           |
| u /u/   |         |           |           |          |           |
| e /ɯ/   | en /ɯ̃/  | ie /iɯ/   | ien /iɯ̃/  |          |           |
| v /v̩/   | vn /ṽ̩/  |           |           |          |           |
| ao /ɑu/ |         | iao /iɑu/ |           |          |           |
| ou /ou/ |         | iou /iou/ |           |          |           |

| 剑川独有 | 大理独有 |

/ɿ/和/i/不对立，/ɿ/只在z、c、s、ss之后出现。iou用来拼写借词，剑川话和大理话都没有这个韵母。
元音的音值在不同声调下略有变化，比如剑川话ai /ɛ/对应的紧喉元音接近/a̰/；o在紧喉21调读/ɔ̰/，在其他声调读/ou/。
剑川话有鼻韵，是整个韵母鼻化。为了简单起见，国际音标中鼻化符号只标在主要元音上。鼻辅音声母之后韵母都会发生轻微鼻化，不标鼻化符号，白文中也不加n。
白语元音有松紧对立，元音松紧和声调有制约关系。

### 声调
| 编号 | 调值         | 1982年调号 | 1993年调号 | 近代汉语借词调类 | 古汉语借词调类 |
| 1    | 松喉中平33˧  | x          | x          | 阴平             | 上声           |
| 2    | 松喉高平55˥  | l          | l          | 去声             | 阴平           |
| 3    | 松喉低降31˧˩ | t          | t          | 上声             | 阳去           |
| 4    | 松喉高升35˧˥ | f          | f          | 入声             | 阴平（不送气） |
|      | 松喉中降32˧˨ |            | z          |                  |                |
| 5    | 紧喉中平44˦  | rx         | 不标       |                  | 阴去、阴入     |
| 6    | 紧喉高平55˥  | rl         | b          | 去声（当代借词） |                |
| 7    | 紧喉中降42˦˨ | rt         | p          | 阳平             | 阳入           |
| 8    | 紧喉低降21˨˩ | 不标       | d          |                  | 阳平           |

| 剑川独有 | 大理独有 |

1982年的方案只能写剑川话。1993年的方案既可以写剑川话，也可以写大理话。
剑川话的松喉55调除了近代借词和声母是送气音的情况外，一般在大理话里都是松喉35调。

## 语法概要
1)基本陈述句语序：主 谓 宾
ngot 我  ye 吃   canl 饭
2)一般疑问句语序： 主 宾 谓 
not 你  canl 饭  ye 吃  lap 了 maf 吗 ?
3)特殊疑问句语序： 主 谓 宾
not 你  zex 是  al ma yind 什么人？
4）形容词前置
cai 红 hol 花
5）性别形容词和数量词后置
geil 鸡  bol 公
geil 鸡 at ded 一只
6）否定词往往后置
not 你 zex 是 ngel mox 我妈妈 at biox 不
7）比较句结构同汉语
ngot 我 zei pil 比  not 你 ganl 高
8）否定句语序：主 宾 谓
not 你 ngel 我的 nox 宾格助词  hhaf 不  sit 给 bei 走  （你不让我走）

## 白语的特点
- ng和v在白语中即可以做辅音又可以作为元音；
- 白语的陈述句多为SVO但是在疑问句和否定句中往往为SOV；
- 白语否定词倾向于后置，往往出现在句子末尾；
- 白语中有气嗓音和挤嗓音；
- 白语中有一个常见的变体音位，即双唇颤音[ʙ]，常常作为[t]的变体音位[t̪͡ʙ̥]出现；
- 相比汉语普通话，白语的语调偏低沉。
- 说白语的人比较难区分带鼻音韵母的l和n声母。

## 白语中的汉语借詞
白语中的汉语借词相当复杂，不同时期借入了不同的词。有些词分不同时期借入白语，形成同一个汉语词有不同时期借词的现象。而且这些分不同时期重复借入白语的汉语词还产生了语法搭配上的差异。与此同时还有很多和汉语类似的词汇有可能是同源词。现在有很多语言学家认为原来认为的借词实际是同源词。

## 文字

### 古代文字
白語有自己的文字，又稱「僰文」（读作：Bówén）：有部份借用漢字，而其實有不少的發音及意思都和古漢語相同，完全可以用漢字來代替；亦有部份形式近似越南的喃字。若把這些字詳細區份，可以分成以下四類：
- 音读汉字：用汉字的字形字音表达白语的意思。
- 训读汉字：字形、字义從漢字，读白语的音。
- 自造新字
- 纯借汉字：直接借用汉字的音、形、义，读白族所操汉语方言音。

在这四种造字方法中，自造字所占的比例并不多，最常采用的是“圈白点汉”或“点汉不点白”之类的圈点符号对音读和训读加以区别。不過，白語漢字普遍通行於讀書人家，以及识记白曲的民间艺人。一般沒有讀過書的人家，大多數都不識字。
明朝以前白族的很多典籍都是用方块白文记录的。著名的白族史书《白古通玄峰年运志》即用方块白文写成（原书已佚），后经四川人杨升庵译成汉语流传至今。日本早期历史上出现过的万叶假名在形式上和使用上均与方块白文很相似。

### 拉丁字母文字
近年白族已採用拉丁字母來拼寫白語。白語文字有27個聲母、33個韻母和8個聲調符號。以下為這些字母的列表：
- 聲母的名称和排列顺序：ba, pa, ma, fa, va；da, ta, na, la；ga, ka, nga, ha, hha；ji, qi, nii, xi, yi；zi, ci, si, ssi；zhi, chi, shi, ri
- 韻母：i, ai, ei, a, o, u, e, ao, ou；iai, ia, io, ie, iao, iou；ui, uai, ua, uo；in, ain, ein, an, on, un, en, vn；iain, ian, ion, ien, uin, uain, uan；er, ier, uer
- 聲調：x, l, t, f, z, 不标, b, p, d

### 白文文字样品
1993年方案
Nel mianl el ainl hainp? —你叫什么名字？
Ngol mianl el Al Lul Gail. —我叫阿鲁给。
Ngot zex nel sanl se yind at biux. —我不是你认识的人。
1982年方案
Nel mianl el ainl hainrt? —你叫什么名字？
Ngol mianl el Al Lul Gail. —我叫阿鲁给。
Ngot zex nel sanl serx yin at biux. —我不是你认识的人。

方塊白文（見下方「參考文獻」一段。）

## 外部連結
- 白語：漢語的古老兄弟
- 杨敏、奚寿鼎，(1995年)，《白族白、汉双语教学十六字方针实施初探》，中国民族教育。
- 雲南省少數民族文字簡介：白文
- 中国数字图书馆---专题资源库：白語 （页面存档备份，存于）
- 白语圣经布道录音（剑川方言） （页面存档备份，存于）
- 白语圣经布道录音（大理方言） （页面存档备份，存于）